# Върбинка (род)
Върбинка (Verbena) е род едногодишни и многогодишни тревисти и храстови растения от семейство Върбинкови (Verbenaceae). Повечето видове са разпространени в Америка и Европа. Използват се като декоративни растения и за медицински цели.